# DSC (korfbal)
DSC is een korfbalvereniging uit de Nederlandse stad Eindhoven.

## Geschiedenis
DSC is een jonge vereniging. De vereniging is ontstaan uit een fusie tussen de korfbalverenigingen DETO en Sportlust. Beide verenigingen waren al zeker tien jaar buren van elkaar. Sportlust speelde de wedstrijden op de zuidelijke velden en DETO had haar thuisbasis aan de noordzijde. Beide verenigingen waren in het bezit van een eigen clubhuis met kleedaccommodatie. Mede doordat beide verenigingen "samen sterker wilde worden" en doordat de gemeente Eindhoven allerhande plannen had met het sportpark Noord werd besloten te fuseren. Anno 2020 heeft DSC circa 450 leden. De thuiswedstrijden worden in de zaal gespeeld in sporthal De Vijfkamp, dat eveneens is gelegen op sportcomplex Eindhoven Noord.
In 2016 promoveerde DSC als eerste Brabantse korfbalclub naar de Korfbal League, het hoogste niveau in de zaal. In de Korfbal League behaalde de club de 9e plaats, waarmee het weg wist te blijven van rechtstreekse degradatie. In de promotie/degradatie play-offs degradeerde DSC alsnog.
Diverse jeugdteams van DSC zijn zeer succesvol geweest. De A1, B1 en C1 zijn één of meerdere malen Nederlands kampioen geweest, of speelden in de finale voor een NK.
Tijdens de Algemene Ledenvergadering op woensdag 28 oktober 2020, die vanwege de geldende coronaregels online werd gehouden, trad toenmalig voorzitter Rob Aarts af. Vanwege zijn grote verdiensten voor DSC werd hij door de leden van DSC unaniem benoemd tot erevoorzitter. Dezelfde avond werd hij voor zijn verdiensten koninklijk onderscheiden als Lid in de Orde van Oranje-Nassau voor zijn grote betrokkenheid bij het korfbal in Zuid-Nederland. 